# Lockington (Ohio)

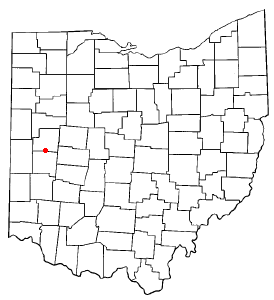
Lockington na planie stanu Ohio

Lockington – wieś w USA, w hrabstwie Shelby, w stanie Ohio.
Według danych z 2000 roku wieś zamieszkiwana była przez 208 mieszkańców.